# 比利亚尔瓦德拉尔科尔
比利亚尔瓦德拉尔科尔，是西班牙安达卢西亚自治区韦尔瓦省的一个市镇。总面积62平方公里，总人口3510人（2001年），人口密度57人/平方公里。